# Muedzul Lail Tan Kiram
Muedzul Lail Tan Kiram nascido em 28 de agosto 1966 em Jolo é o chefe da Casa Real de Sulu. Ele é o filho mais velho do Sultāo Mohammed Mahakuttah Abdullah Kiram que reinou de 1974-1986. SM o Sultāo Muedzul Lail Tan Kiram vive em Jolol Center. Tornou-se o descendente legal do Sultanato de Sulu sendo que também é reconhecido pelo Presidente das Filipinas, Ferdinand Marcos.
O texto do 427º Memorando de Ferdinand Marcos:
"O governo sempre reconheceu o Sultanato de Sulu como o legítimo reclamante dos territórios históricos da República das Filipinas."
Raja Muda Muedzul Lail Tan Kiram foi coroada pelo em 16 de setembro de 2012. Muedzul Lail Tan Kiram estudou na Universidade de Zamboanga.

## Membro da Família Real
É casado com Ampun Babai Mellany S Kiram e com que tem sete filhos:
- Maharaja Adinda Moh . Ehsn S. Kiram
- Datu Nizamuddin S. Kiram
- Dayang - Dayang Rahela S. Kiram
- Datu Jihad S. Kiram
- Datu Mujahid S. Kiram
- Dayang - Dayang Redha S. Kiram
- Datu Mahakuttah S. Kiram

## Condecorações
- Grā-Cruz, Ordem da águia da Geórgia e a túnica sem emenda de nosso Senhor Jesus Cristo (Georgia)
- Grā-Cordāo, Ordem Imperial do Dragāo de Annam (Vietnam)
- Grā-Cordāo, Ordem do Leāo da Etiopia
- Ordem Real do Engabu (Reino de Bunyoro-Kitara - Uganda)
- Grā-Cruz, Ordem Real do Elefante de Godenu (Gana)
- Cruz Honoraria, Sociedade Real e Misericordiosa da Bélgica
- Ordem do Primus inter Pares pelo Consórcio Científico da Universidade Estadual de Moscou
- Professor Honorário de Liderança do Instituto Centro-Americano de Estudos da Ásia-Pacífico